# Elezioni generali in Niger del 2020-21
Le elezioni generali in Niger del 2020-21 si sono tenute il 27 dicembre 2020 per il primo turno delle elezioni presidenziali e per il rinnovo dell'Assemblea nazionale, nonché il 21 febbraio 2021 per il secondo turno delle presidenziali.

## Risultati

### Elezioni presidenziali
| Candidati                   | Partiti                                            | I turno   | I turno | II turno  | II turno |
| Candidati                   | Partiti                                            | Voti      | %       | Voti      | %        |
| --------------------------- | -------------------------------------------------- | --------- | ------- | --------- | -------- |
| Mohamed Bazoum              | Partito Nigerino per la Democrazia e il Socialismo | 1 879 543 | 39,33   | 2 501 459 | 55,75    |
| Mahamane Ousmane            | Rinnovamento Democratico e Repubblicano            | 811 838   | 16,99   | 1 985 736 | 44,25    |
| Seyni Oumarou               | Movimento Nazionale per la Società dello Sviluppo  | 427 623   | 8,95    |           |          |
| Albadé Abouba               | Movimento Patriottico per la Repubblica            | 337 866   | 7,07    |           |          |
| Ibrahim Yacouba             | Movimento Patriottico Nigerino                     | 257 151   | 5,38    |           |          |
| Salou Djibo                 | Pace Giustizia Progresso                           | 142 656   | 2,99    |           |          |
| Oumarou Malam Alma          | Raggruppamento per la Pace e il Progresso          | 118 038   | 2,47    |           |          |
| Hassane Baraze Moussa       | Alleanza Nigerina per la Democrazia e il Progresso | 114 865   | 2,40    |           |          |
| Omar Hamidou Tchana         | Alleanza dei Movimenti per l'Emergenza del Niger   | 76 295    | 1,60    |           |          |
| Amadou Ousmane              | Alternanza Democratica per l'Equità in Niger       | 63 299    | 1,32    |           |          |
| Souleymane Garba            | Partito Nigerino per il Cambiamento                | 61 054    | 1,28    |           |          |
| Idi Ango Ousmane            | Alleanza per la Democrazia e la Repubblica         | 55 992    | 1,17    |           |          |
| Altri <1,00% (18 candidati) | -                                                  | 432 353   | 9,05    |           |          |
| Totale                      | Totale                                             | 4 778 573 | 100     | 4 487 195 | 100      |

### Elezioni parlamentari
| Liste                                                                           | Voti | % | Seggi |
| ------------------------------------------------------------------------------- | ---- | - | ----- |
| Partito Nigerino per la Democrazia e il Socialismo (PNDS)                       |      |   | 80    |
| Movimento Democratico Nigerino per una Federazione Africana (MODEN-FA - Lumana) |      |   | 19    |
| Movimento Nazionale per la Società dello Sviluppo (MNSD)                        |      |   | 13    |
| Movimento Patriottico per la Repubblica (MPR)                                   |      |   | 13    |
| Congresso per la Repubblica (CPR)                                               |      |   | 8     |
| Rinnovamento Democratico e Repubblicano (RDR)                                   |      |   | 7     |
| Movimento Patriottico Nigerino (MPN)                                            |      |   | 6     |
| Alleanza Nigerina per la Democrazia e il Progresso (ANDP)                       |      |   | 3     |
| Raggruppamento per la Democrazia e il Progresso (RDP-Jama'a)                    |      |   | 2     |
| Totale                                                                          |      |   | 166   |